# Diskografie Christiny Aguilery
Toto je seznam vydané diskografie americké zpěvačky Christiny Aguilery.

## Alba

### Studiová alba
| Rok                                                     | Album                                                                 | Umístění | Umístění | Umístění | Umístění | Umístění | Umístění | Prodej a certifikace (RIAA)                                        |
| Rok                                                     | Album                                                                 | USA      | UK       | KAN      | AUS      | NĚM      | FRA      | Prodej a certifikace (RIAA)                                        |
| ------------------------------------------------------- | --------------------------------------------------------------------- | -------- | -------- | -------- | -------- | -------- | -------- | ------------------------------------------------------------------ |
| 1999                                                    | Christina Aguilera - Vydáno: 24. srpna 1999 - Vydavatel: RCA          | 1        | 14       | 1        | 21       | 13       | 44       | Celosvětově: 17 milionů+ USA: 8,1 milionu Certifikace: 8× Platina  |
| 2000                                                    | Mi Reflejo - Vydáno: 12. září 2000 - Vydavatel: RCA, Sony Music Latin | 27       | —        | —        | —        | —        | —        | Celosvětově: 3 miliony+ Certifikace: 6× Platina                    |
| 2000                                                    | My Kind of Christmas - Vydáno: 24. října 2000 - Vydavatel: RCA        | 28       | —        | —        | —        | —        | —        | Celosvětově: 3 miliony+ Certifikace: Platina                       |
| 2002                                                    | Stripped - Vydáno: 26. října 2002 - Vydavatel: RCA                    | 2        | 2        | 3        | 7        | 6        | 49       | Celosvětově: 11 milionů+ USA: 4,1 milionu Certifikace: 5× Platina  |
| 2006                                                    | Back to Basics - Vydáno: 11. srpna 2006 - Vydavatel: RCA              | 1        | 1        | 1        | 1        | 1        | 10       | Celosvětově: 4,3 milionu+ USA: 1,6 milionu Certifikace: 2× Platina |
| 2010                                                    | Bionic - Vydáno: 4. června 2010 - Vydavatel: RCA                      | 3        | 1        | 3        | 3        | 6        | 23       | Celosvětově: 0,6 milionu+ Certifikace: Zlato                       |
| 2012                                                    | Lotus - Vydáno: 9. listopadu 2012 - Vydavatel: RCA                    | 7        | 28       | 7        | 19       | 13       | 50       | Certifikace: Zlato                                                 |
| 2018                                                    | Liberation - Vydáno: 15. června 2018 - Vydavatel: RCA                 | 6        | 17       | 5        | 9        | 11       | 59       |                                                                    |
| 2022                                                    | Aguilera - Vydáno: 31. května 2022 - Vydavatel: Sony Music Latin      | —        | —        | —        | —        | —        | —        |                                                                    |
| „—“ značí vydání, která se neumístila v dané hitparádě. |                                                                       |          |          |          |          |          |          |                                                                    |

### Kompilační alba
| Název                                                                                   | Detaily o albu                                          | Umístění v hitparádách | Umístění v hitparádách | Umístění v hitparádách | Umístění v hitparádách | Umístění v hitparádách | Umístění v hitparádách | Umístění v hitparádách | Umístění v hitparádách | Umístění v hitparádách | Umístění v hitparádách | Prodeje       | Certifikace                                                             |
| Název                                                                                   | Detaily o albu                                          | US                     | AUS                    | AUT                    | CAN                    | GER                    | IRE                    | NLD                    | NZ                     | SWI                    | UK                     | Prodeje       | Certifikace                                                             |
| --------------------------------------------------------------------------------------- | ------------------------------------------------------- | ---------------------- | ---------------------- | ---------------------- | ---------------------- | ---------------------- | ---------------------- | ---------------------- | ---------------------- | ---------------------- | ---------------------- | ------------- | ----------------------------------------------------------------------- |
| Just Be Free                                                                            | - Vydáno: 21. srpna 2001 (US) - Vydavatelství: Warlock  | 71                     | —                      | —                      | —                      | —                      | —                      | —                      | —                      | —                      | —                      | - US: 129,000 |                                                                         |
| Christina Aguilera / Stripped                                                           | - Vydáno: 2. října 2006 (US) - Vydavatelství: Sony      | —                      | —                      | —                      | —                      | —                      | —                      | —                      | —                      | —                      | 164                    |               |                                                                         |
| Keeps Gettin' Better: A Decade of Hits                                                  | - Vydáno: 7. listopadu 2008 (US) - Vydavatelství: RCA   | 9                      | 8                      | 10                     | 12                     | 20                     | 9                      | 28                     | 15                     | 14                     | 10                     | - US: 614,000 | - ARIA: Platinum - IRMA: Gold - BPI: Platinum - RIAA: Gold - RMNZ: Gold |
| The Music Video Collection                                                              | - Vydáno: 28. května 2010 (různé) - Vydavatelství: Sony | —                      | —                      | —                      | —                      | —                      | —                      | —                      | —                      | —                      | —                      |               |                                                                         |
| "—" značí, že se nahrávka neumístila v hitparádách nebo v tomto území ani nebyla vydána |                                                         |                        |                        |                        |                        |                        |                        |                        |                        |                        |                        |               |                                                                         |

### Soundtracky
| Název                                                  | Detaily o albu                                                         | Umístění v hitparádách | Umístění v hitparádách | Umístění v hitparádách | Umístění v hitparádách | Umístění v hitparádách | Umístění v hitparádách | Umístění v hitparádách | Umístění v hitparádách | Umístění v hitparádách | Umístění v hitparádách | Prodeje       | Certifikace                                                                        |
| Název                                                  | Detaily o albu                                                         | US                     | US Sound.              | AUS                    | AUT                    | CAN                    | GER                    | ITA                    | NZ                     | SWI                    | UK Sound.              | Prodeje       | Certifikace                                                                        |
| ------------------------------------------------------ | ---------------------------------------------------------------------- | ---------------------- | ---------------------- | ---------------------- | ---------------------- | ---------------------- | ---------------------- | ---------------------- | ---------------------- | ---------------------- | ---------------------- | ------------- | ---------------------------------------------------------------------------------- |
| Burlesque: Original Motion Picture Soundtrack (s Cher) | - Vydáno: 19. listopadu 2010 (různé) - Vydavatelství: RCA, Screen Gems | 18                     | 1                      | 2                      | 5                      | 16                     | 12                     | 14                     | 5                      | 8                      | 9                      | - US: 779,000 | - RIAA: Gold - ARIA: Platinum - BPI: Gold - BVMI: Gold - MC: Gold - RMNZ: Platinum |

### Video alba
| Název                               | Detaily o video albu                              | Umístění v hitparádách | Umístění v hitparádách | Umístění v hitparádách | Umístění v hitparádách | Umístění v hitparádách | Umístění v hitparádách | Umístění v hitparádách | Certifikace                                                       |
| Název                               | Detaily o video albu                              | US                     | AUS                    | BEL                    | GER                    | MEX                    | SWE                    | UK                     | Certifikace                                                       |
| ----------------------------------- | ------------------------------------------------- | ---------------------- | ---------------------- | ---------------------- | ---------------------- | ---------------------- | ---------------------- | ---------------------- | ----------------------------------------------------------------- |
| Genie Gets Her Wish                 | - Vydáno: 14. prosince 1999 - Vydavatelství: RCA  | 7                      | —                      | —                      | —                      | —                      | 1                      | 11                     | - RIAA: Platinum                                                  |
| My Reflection                       | - Vydáno: 5. června 2001 - Vydavatelství: RCA     | 1                      | 8                      | —                      | —                      | —                      | —                      | 6                      | - RIAA: Gold - ARIA: Gold                                         |
| Stripped Live in the U.K.           | - Vydáno: 15. listopadu 2004 - Vydavatelství: RCA | 3                      | 4                      | 6                      | 23                     | 7                      | 7                      | 6                      | - RIAA: Platinum - ARIA: 3× Platinum - BPI: Platinum - BVMI: Gold |
| Back to Basics and Beyond           | - Vydáno: 2006 - Vydavatelství: RCA               | —                      | —                      | —                      | —                      | —                      | —                      | —                      |                                                                   |
| Back to Basics: Live and Down Under | - Vydáno: 4. února 2008 - Vydavatelství: RCA      | 1                      | 2                      | 1                      | —                      | 5                      | 2                      | 1                      | - RIAA: Gold - ARIA: 3× Platinum                                  |

## Extended play
| Název                                                                   | Detaily o EP                                                        | Umístění v hitparádách | Umístění v hitparádách | Umístění v hitparádách | Umístění v hitparádách | Umístění v hitparádách | Umístění v hitparádách |
| Název                                                                   | Detaily o EP                                                        | US Latin Pop           | US Latin               | US Sales               | SPA                    | SWI                    | UK Down.               |
| ----------------------------------------------------------------------- | ------------------------------------------------------------------- | ---------------------- | ---------------------- | ---------------------- | ---------------------- | ---------------------- | ---------------------- |
| Justin & Christina (s Justin Timberlake)                                | - Vydáno: 1. července 2003 (US) - Vydavatelství: Sony BMG           | —                      | —                      | —                      | —                      | —                      | —                      |
| La Fuerza                                                               | - Vydáno: 21. ledna 2022 - Vydavatelství: Sony Latin                | 2                      | 14                     | 78                     | 54                     | 79                     | 31                     |
| La Tormenta                                                             | - Vydáno: 30. května 2022 - Vydavatelství: Sony Latin               | —                      | —                      | —                      | —                      | —                      | —                      |
| The 25th Anniversary of Christina Aguilera (Spotify Anniversaries Live) | - Vydáno: 23. září 2024 - Vydavatelství: 5020 Records, Three Wishes | —                      | —                      | —                      | —                      | —                      | —                      |

## Singly

### Jako hlavní umělkyně

#### 1990s
| Název                                                                                   | Rok  | Umístění v hitparádách | Umístění v hitparádách | Umístění v hitparádách | Umístění v hitparádách | Umístění v hitparádách | Umístění v hitparádách | Umístění v hitparádách | Umístění v hitparádách | Umístění v hitparádách | Umístění v hitparádách | Prodeje                         | Certifikace | Album                |
| Název                                                                                   | Rok  | US                     | AUS                    | AUT                    | CAN                    | GER                    | IRE                    | NLD                    | NZ                     | SWI                    | UK                     | Prodeje                         | Certifikace | Album                |
| --------------------------------------------------------------------------------------- | ---- | ---------------------- | ---------------------- | ---------------------- | ---------------------- | ---------------------- | ---------------------- | ---------------------- | ---------------------- | ---------------------- | ---------------------- | ------------------------------- | --- | -------------------- |
| "All I Wanna Do" (s Keizo Nakanishi)                                                    | 1997 | —                      | —                      | —                      | —                      | —                      | —                      | —                      | —                      | —                      | —                      |                                 | | Singl bez alb        |
| "Reflection"                                                                            | 1998 | —                      | —                      | —                      | —                      | —                      | —                      | —                      | —                      | —                      | —                      |                                 | | Legenda o Mulan      |
| "Genie in a Bottle"                                                                     | 1999 | 1                      | 2                      | 1                      | 1                      | 2                      | 2                      | 2                      | 2                      | 2                      | 1                      | - US: 1,436,000 - UK: 1,040,000 | - RIAA: 3× Platinum - ARIA: Platinum - BPI: 2× Platinum - BVMI: Platinum - IFPI AUT: Gold - IFPI SWI: Gold - MC: 2× Platinum - RMNZ: Platinum | Christina Aguilera   |
| "The Christmas Song (Chestnuts Roasting on an Open Fire)"                               | 1999 | 18                     | —                      | —                      | 22                     | —                      | —                      | —                      | —                      | —                      | —                      |                                 | | My Kind of Christmas |
| "What a Girl Wants"                                                                     | 1999 | 1                      | 5                      | 22                     | 5                      | 18                     | 7                      | 9                      | 1                      | 17                     | 3                      | - US: 605,000 - UK: 163,000     | - RIAA: Platinum - ARIA: Gold - BPI: Silver - MC: Gold - RMNZ: Gold                                                                           | Christina Aguilera   |
| "—" značí, že se nahrávka neumístila v hitparádách nebo v tomto území ani nebyla vydána |      |                        |                        |                        |                        |                        |                        |                        |                        |                        |                        |                                 | |                      |

### 2000s
| Název                                        | Rok  | Umístění v hitparádách | Umístění v hitparádách | Umístění v hitparádách | Umístění v hitparádách | Umístění v hitparádách | Umístění v hitparádách | Umístění v hitparádách | Umístění v hitparádách | Umístění v hitparádách | Umístění v hitparádách | Prodeje                       | Certifikace | Album                                  |
| Název                                        | Rok  | US                     | AUS                    | AUT                    | CAN                    | GER                    | IRE                    | NLD                    | NZ                     | SWI                    | UK                     | Prodeje                       | Certifikace | Album                                  |
| -------------------------------------------- | ---- | ---------------------- | ---------------------- | ---------------------- | ---------------------- | ---------------------- | ---------------------- | ---------------------- | ---------------------- | ---------------------- | ---------------------- | ----------------------------- | --- | -------------------------------------- |
| "I Turn to You"                              | 2000 | 3                      | 40                     | —                      | 10                     | 65                     | 17                     | 40                     | 11                     | 30                     | 19                     |                               | | Christina Aguilera                     |
| "Come on Over Baby (All I Want is You)"      | 2000 | 1                      | 9                      | 35                     | 14                     | 27                     | 9                      | 6                      | 2                      | 21                     | 8                      | - US: 579,000                 | - RIAA: Platinum - ARIA: Platinum - BPI: Silver - MC: Gold - RMNZ: Gold                                                                      | Christina Aguilera                     |
| "Ven Conmigo (Solamente Tú)"                 | 2000 | —                      | —                      | —                      | —                      | —                      | —                      | —                      | —                      | —                      | —                      |                               | | Mi Reflejo                             |
| "Pero Me Acuerdo de Ti"                      | 2000 | —                      | —                      | —                      | —                      | —                      | —                      | —                      | —                      | —                      | —                      |                               | | Mi Reflejo                             |
| "Nobody Wants to Be Lonely" (s Ricky Martin) | 2001 | 13                     | 8                      | 13                     | 6                      | 5                      | 12                     | 3                      | 1                      | 2                      | 4                      | - UK: 144,020                 | - ARIA: Gold - BPI: Silver - IFPI SWI: Gold - NVPI: Gold                                                                                     | Sound Loaded                           |
| "Lady Marmalade" (s Lil' Kim, Mýa a Pink)    | 2001 | 1                      | 1                      | 3                      | 17                     | 1                      | 1                      | 2                      | 1                      | 1                      | 1                      | - UK: 869,000                 | - RIAA: Platinum - ARIA: 2× Platinum - BPI: 2× Platinum - BVMI: Platinum - IFPI AUT: Gold - IFPI SWI: Gold - NVPI: Platinum - RMNZ: Platinum | Moulin Rouge!                          |
| "Falsas Esperanzas"                          | 2001 | —                      | —                      | —                      | —                      | —                      | —                      | —                      | —                      | —                      | —                      |                               | | Mi Reflejo                             |
| "Dirrty" (feat. Redman)                      | 2002 | 48                     | 4                      | 5                      | 5                      | 4                      | 1                      | 2                      | 20                     | 3                      | 1                      | - UK: 593,000                 | - RIAA: Platinum - ARIA: Platinum - BPI: Platinum - BVMI: Gold - IFPI SWI: Gold - MC: 2× Platinum - NVPI: Gold - RMNZ: Platinum              | Stripped                               |
| "Beautiful"                                  | 2002 | 2                      | 1                      | 5                      | 1                      | 4                      | 1                      | 2                      | 1                      | 7                      | 1                      | - US: 1,512,000 - UK: 568,000 | - RIAA: 2× Platinum - ARIA: Platinum - BPI: Platinum - MC: 2× Platinum - RMNZ: Platinum                                                      | Stripped                               |
| "Fighter"                                    | 2003 | 20                     | 5                      | 12                     | 3                      | 13                     | 4                      | 5                      | 14                     | 11                     | 3                      | - US: 1,184,000 - UK: 80,000  | - RIAA: 2× Platinum - ARIA: Gold - BPI: Platinum - MC: Platinum - RMNZ: Gold                                                                 | Stripped                               |
| "Can't Hold Us Down" (feat. Lil' Kim)        | 2003 | 12                     | 5                      | 13                     | —                      | 9                      | 5                      | 10                     | 2                      | 11                     | 6                      |                               | - ARIA: Gold - BPI: Silver - RMNZ: Gold | Stripped                               |
| "The Voice Within"                           | 2003 | 33                     | 8                      | 7                      | 10                     | 13                     | 4                      | 6                      | 16                     | 3                      | 9                      |                               | | Stripped                               |
| "Car Wash" (feat. Missy Elliott)             | 2004 | 63                     | 2                      | 11                     | —                      | 6                      | 5                      | 3                      | 2                      | 5                      | 4                      |                               | - ARIA: Gold - BPI: Silver - RMNZ: Gold | Příběh žraloka                         |
| "Ain't No Other Man"                         | 2006 | 6                      | 6                      | 7                      | 4                      | 5                      | 3                      | 11                     | 5                      | 5                      | 2                      | - US: 1,783,000               | - RIAA: 2× Platinum - ARIA: Gold - BPI: Gold - MC: Platinum - RMNZ: Gold                                                                     | Back to Basics                         |
| "Hurt"                                       | 2006 | 19                     | 9                      | 2                      | 28                     | 2                      | 6                      | 2                      | —                      | 1                      | 11                     | - US: 1,187,000               | - RIAA: Platinum - ARIA: Gold - BPI: Gold - BVMI: Gold - IFPI AUT: Gold - IFPI SWI: Gold - MC: Gold                                          | Back to Basics                         |
| "Candyman"                                   | 2007 | 25                     | 2                      | 14                     | 9                      | 11                     | 12                     | 12                     | 2                      | 11                     | 17                     | - US: 1,153,000               | - RIAA: Platinum - ARIA: Platinum - BPI: Platinum - MC: Gold - RMNZ: Platinum                                                                | Back to Basics                         |
| "Slow Down Baby"                             | 2007 | —                      | 21                     | —                      | —                      | —                      | —                      | —                      | —                      | —                      | —                      |                               | | Back to Basics                         |
| "Oh Mother"                                  | 2007 | —                      | —                      | 23                     | —                      | 18                     | —                      | —                      | —                      | 79                     | —                      |                               | | Back to Basics                         |
| "Keeps Gettin' Better"                       | 2008 | 7                      | 26                     | 15                     | 4                      | 14                     | 14                     | —                      | 36                     | 21                     | 14                     | - US: 1,156,000               | | Keeps Gettin' Better: A Decade of Hits |

### 2010s
| Název                                                                                   | Rok  | Umístění v hitparádách | Umístění v hitparádách | Umístění v hitparádách | Umístění v hitparádách | Umístění v hitparádách | Umístění v hitparádách | Umístění v hitparádách | Umístění v hitparádách | Umístění v hitparádách | Umístění v hitparádách | Prodeje                         | Certifikace | Album                                                 |
| Název                                                                                   | Rok  | US                     | US Dance               | AUS                    | AUT                    | CAN                    | GER                    | HUN                    | NZ                     | SWI                    | UK                     | Prodeje                         | Certifikace | Album                                                 |
| --------------------------------------------------------------------------------------- | ---- | ---------------------- | ---------------------- | ---------------------- | ---------------------- | ---------------------- | ---------------------- | ---------------------- | ---------------------- | ---------------------- | ---------------------- | ------------------------------- | --- | ----------------------------------------------------- |
| "Not Myself Tonight"                                                                    | 2010 | 23                     | 1                      | 22                     | 26                     | 11                     | 24                     | 2                      | 32                     | 42                     | 12                     | - US: 368,000                   | - ARIA: Gold | Bionic                                                |
| "Woohoo" (feat. Nicki Minaj)                                                            | 2010 | 79                     | —                      | —                      | —                      | 46                     | —                      | —                      | —                      | —                      | 148                    |                                 | | Bionic                                                |
| "You Lost Me"                                                                           | 2010 | —                      | 1                      | —                      | —                      | —                      | —                      | —                      | —                      | —                      | 153                    |                                 | | Bionic                                                |
| "I Hate Boys"                                                                           | 2010 | —                      | —                      | —                      | —                      | —                      | —                      | —                      | —                      | —                      | —                      |                                 | | Bionic                                                |
| "Express"                                                                               | 2010 | —                      | —                      | 58                     | —                      | —                      | —                      | —                      | —                      | 54                     | 75                     |                                 | | Burlesque: Original Motion Picture Soundtrack         |
| "Show Me How You Burlesque"                                                             | 2010 | 70                     | —                      | 29                     | —                      | 92                     | —                      | —                      | 8                      | 26                     | —                      |                                 | - BPI: Silver | Burlesque: Original Motion Picture Soundtrack         |
| "Your Body"                                                                             | 2012 | 34                     | 1                      | 59                     | 19                     | 10                     | 29                     | 23                     | 34                     | 22                     | 16                     |                                 | - RMNZ: Gold | Lotus                                                 |
| "Just a Fool" (s Blake Shelton)                                                         | 2012 | 71                     | —                      | —                      | —                      | 37                     | —                      | —                      | —                      | —                      | —                      | - US: 802,000                   | | Lotus                                                 |
| "Say Something" (s A Great Big World)                                                   | 2013 | 4                      | 1                      | 1                      | 4                      | 1                      | 36                     | 38                     | 2                      | 20                     | 4                      | - US: 4,000,000 - UK: 1,050,000 | - RIAA: 6× Platinum - ARIA: 3× Platinum - BPI: 2× Platinum - BVMI: Gold - IFPI AUT: Gold - IFPI SWI: Gold - MC: 6× Platinum - RMNZ: 4× Platinum | Is There Anybody Out There?                           |
| "We Remain"                                                                             | 2013 | —                      | —                      | —                      | —                      | —                      | —                      | —                      | —                      | —                      | 144                    |                                 | | Hunger Games: Vražedná pomsta                         |
| "Change"                                                                                | 2016 | —                      | —                      | —                      | —                      | —                      | —                      | —                      | —                      | —                      | 173                    |                                 | | Singl bez alb                                         |
| "Telepathy" (feat. Nile Rodgers)                                                        | 2016 | —                      | 1                      | —                      | —                      | —                      | —                      | —                      | —                      | —                      | —                      |                                 | | The Get Down                                          |
| "Accelerate" (feat. Ty Dolla Sign a 2 Chainz)                                           | 2018 | —                      | 1                      | —                      | —                      | —                      | —                      | 22                     | —                      | —                      | —                      |                                 | | Liberation                                            |
| "Fall in Line" (feat. Demi Lovato)                                                      | 2018 | —                      | —                      | —                      | —                      | 97                     | —                      | 17                     | —                      | 86                     | 99                     |                                 | | Liberation                                            |
| "Like I Do" (feat. GoldLink)                                                            | 2018 | —                      | —                      | —                      | —                      | —                      | —                      | —                      | —                      | —                      | —                      |                                 | | Liberation                                            |
| "Haunted Heart"                                                                         | 2019 | —                      | —                      | —                      | —                      | —                      | —                      | —                      | —                      | —                      | —                      |                                 | | The Addams Family: Original Motion Picture Soundtrack |
| "Fall on Me" (s A Great Big World)                                                      | 2019 | —                      | —                      | —                      | —                      | —                      | —                      | —                      | —                      | —                      | —                      |                                 | | Particles                                             |
| "—" značí, že se nahrávka neumístila v hitparádách nebo v tomto území ani nebyla vydána |      |                        |                        |                        |                        |                        |                        |                        |                        |                        |                        |                                 | |                                                       |

### 2020s
| "Loyal Brave True"                                                                      | 2020 | — | —  | — | —  | —  | —  | — |                          | Mulan: Original Motion Picture Soundtrack |
| "Reflection"                                                                            | 2020 | — | —  | — | —  | —  | —  | — | - RIAA: Gold             | Mulan: Original Motion Picture Soundtrack |
| "Pa Mis Muchachas" (s Becky G a Nicki Nicole feat. Nathy Peluso)                        | 2021 | — | 37 | — | —  | 24 | 68 | — | - RIAA: Platinum (Latin) | Aguilera                                  |
| "Somos Nada"                                                                            | 2021 | — | —  | — | —  | —  | —  | — |                          | Aguilera                                  |
| "Santo" (s Ozuna)                                                                       | 2022 | — | 24 | — | 80 | 17 | 72 | — | - RIAA: Platinum (Latin) | Aguilera                                  |
| "Suéltame" (s Tini)                                                                     | 2022 | — | —  | — | —  | —  | —  | — |                          | Aguilera                                  |
| "No Es Que Te Extrañe"                                                                  | 2022 | — | —  | — | —  | —  | —  | — |                          | Aguilera                                  |
| "Learning to Fly"                                                                       | 2023 | — | —  | — | —  | —  | —  | — |                          | Singl bez alb                             |
| "—" značí, že se nahrávka neumístila v hitparádách nebo v tomto území ani nebyla vydána |      |   |    |   |    |    |    |   |                          |                                           |

### Jako vedlejší umělkyně
| Název                                                                                   | Rok  | Umístění v hitparádách | Umístění v hitparádách | Umístění v hitparádách | Umístění v hitparádách | Umístění v hitparádách | Umístění v hitparádách | Umístění v hitparádách | Umístění v hitparádách | Umístění v hitparádách | Umístění v hitparádách | Prodeje                         | Certifikace | Album          |
| Název                                                                                   | Rok  | US                     | AUS                    | AUT                    | CAN                    | GER                    | IRE                    | NLD                    | NZ                     | SWI                    | UK                     | Prodeje                         | Certifikace | Album          |
| --------------------------------------------------------------------------------------- | ---- | ---------------------- | ---------------------- | ---------------------- | ---------------------- | ---------------------- | ---------------------- | ---------------------- | ---------------------- | ---------------------- | ---------------------- | ------------------------------- | --- | -------------- |
| "What's Going On" (s Artists Against AIDS Worldwide)                                    | 2001 | 27                     | 38                     | 51                     | —                      | 35                     | 8                      | 24                     | 18                     | 16                     | 6                      |                                 | - RMNZ: Gold | Singly bez alb |
| "El Ultimo Adios (The Last Goodbye)" (s různými umělci)                                 | 2001 | —                      | —                      | —                      | —                      | —                      | —                      | —                      | —                      | —                      | —                      |                                 | | Singly bez alb |
| "Tilt Ya Head Back" (Nelly feat. Christina Aguilera)                                    | 2004 | 58                     | 5                      | 42                     | —                      | 27                     | 12                     | 16                     | 4                      | 16                     | 5                      |                                 | - RIAA: Gold - ARIA: Platinum | Sweat          |
| "Somos Novios (It's Impossible)" (Andrea Bocelli feat. Christina Aguilera)              | 2006 | —                      | —                      | —                      | —                      | —                      | —                      | —                      | —                      | —                      | —                      |                                 | | Amore          |
| "Tell Me" (Diddy feat. Christina Aguilera)                                              | 2006 | 47                     | 13                     | 19                     | —                      | 5                      | 8                      | 13                     | —                      | 7                      | 8                      |                                 | - BPI: Silver | Press Play     |
| "Moves Like Jagger" (Maroon 5 feat. Christina Aguilera)                                 | 2011 | 1                      | 2                      | 1                      | 1                      | 2                      | 1                      | 1                      | 1                      | 5                      | 2                      | - US: 6,507,000 - UK: 1,900,000 | - RIAA: Diamond - ARIA: 17× Platinum - BPI: 4× Platinum - BVMI: 5× Gold - IFPI SWI: Platinum - MC: Diamond - RMNZ: 3× Platinum                | Hands All Over |
| "Feel This Moment" (Pitbull feat. Christina Aguilera)                                   | 2013 | 8                      | 6                      | 2                      | 4                      | 9                      | 13                     | 6                      | 5                      | 7                      | 5                      | - US: 2,406,000                 | - RIAA: 4× Platinum - ARIA: 3× Platinum - BPI: Platinum - BVMI: Gold - IFPI AUT: Gold - IFPI SWI: Platinum - MC: 4× Platinum - RMNZ: Platinum | Global Warming |
| "Hoy Tengo Ganas de Ti" (Alejandro Fernández feat. Christina Aguilera)                  | 2013 | —                      | —                      | —                      | —                      | —                      | —                      | —                      | —                      | —                      | —                      |                                 | | Confidencias   |
| "—" značí, že se nahrávka neumístila v hitparádách nebo v tomto území ani nebyla vydána |      |                        |                        |                        |                        |                        |                        |                        |                        |                        |                        |                                 | |                |

### Promo singly
| Název                                                                                   | Rok  | Umístění v hitparádách | Umístění v hitparádách | Umístění v hitparádách | Umístění v hitparádách | Umístění v hitparádách | Umístění v hitparádách | Umístění v hitparádách | Umístění v hitparádách | Album                                  |
| Název                                                                                   | Rok  | US                     | US Country             | AUS Dig.               | DEN                    | KOR Down.              | GRC Air.               | RUS                    | UK                     | Album                                  |
| --------------------------------------------------------------------------------------- | ---- | ---------------------- | ---------------------- | ---------------------- | ---------------------- | ---------------------- | ---------------------- | ---------------------- | ---------------------- | -------------------------------------- |
| "Love Will Find a Way"                                                                  | 1999 | —                      | —                      | —                      | —                      | —                      | —                      | —                      | —                      | Christina Aguilera                     |
| "Genio Atrapado"                                                                        | 1999 | —                      | —                      | —                      | —                      | —                      | —                      | —                      | —                      | Christina Aguilera                     |
| "Just Be Free"                                                                          | 2000 | —                      | —                      | —                      | —                      | —                      | —                      | —                      | —                      | Just Be Free                           |
| "Christmas Time"                                                                        | 2000 | —                      | —                      | —                      | —                      | —                      | 29                     | —                      | —                      | My Kind of Christmas                   |
| "So Emotional"                                                                          | 2001 | —                      | —                      | —                      | —                      | —                      | —                      | —                      | —                      | Christina Aguilera                     |
| "Impossible"                                                                            | 2002 | —                      | —                      | —                      | —                      | —                      | —                      | —                      | —                      | Stripped                               |
| "Infatuation"                                                                           | 2002 | —                      | —                      | —                      | —                      | —                      | —                      | —                      | —                      | Stripped                               |
| "Hello"                                                                                 | 2004 | —                      | —                      | —                      | —                      | —                      | —                      | —                      | —                      | Promo singl bez alb                    |
| "Here to Stay"                                                                          | 2006 | —                      | —                      | —                      | —                      | —                      | —                      | —                      | —                      | Back to Basics                         |
| "Genie 2.0"                                                                             | 2008 | —                      | —                      | —                      | —                      | —                      | —                      | —                      | 161                    | Keeps Gettin' Better: A Decade of Hits |
| "You Are What You Are (Beautiful)"                                                      | 2008 | —                      | —                      | —                      | —                      | —                      | —                      | —                      | —                      | Keeps Gettin' Better: A Decade of Hits |
| "Dynamite"                                                                              | 2008 | —                      | —                      | —                      | —                      | —                      | —                      | 146                    | —                      | Keeps Gettin' Better: A Decade of Hits |
| "Lift Me Up"                                                                            | 2011 | —                      | —                      | —                      | —                      | 35                     | —                      | —                      | 183                    | Bionic                                 |
| "Beautiful" (s Beverly McClellan)                                                       | 2011 | 74                     | —                      | —                      | —                      | —                      | —                      | —                      | —                      | Promo singly bez alb                   |
| "The Prayer" (s Chris Mann)                                                             | 2012 | 85                     | —                      | —                      | —                      | —                      | —                      | —                      | —                      | Promo singly bez alb                   |
| "Let There Be Love"                                                                     | 2013 | —                      | —                      | —                      | —                      | 132                    | —                      | —                      | —                      | Lotus                                  |
| "We Remain" (s Jacquie Lee)                                                             | 2013 | —                      | —                      | —                      | —                      | —                      | —                      | —                      | —                      | The Complete Season 5 Collection       |
| "Do What U Want" (Lady Gaga feat. Christina Aguilera)                                   | 2014 | —                      | —                      | —                      | 27                     | —                      | —                      | —                      | —                      | Promo singly bez alb                   |
| "The Real Thing" (Nashville Cast feat. Christina Aguilera)                              | 2015 | —                      | —                      | —                      | —                      | —                      | —                      | —                      | —                      | Promo singly bez alb                   |
| "Shotgun" (Nashville Cast feat. Christina Aguilera)                                     | 2015 | —                      | 28                     | —                      | —                      | —                      | —                      | —                      | —                      | Promo singly bez alb                   |
| "You've Got a Friend" (s Alisan Porter)                                                 | 2016 | —                      | —                      | —                      | —                      | —                      | —                      | —                      | —                      | The Complete Season 10 Collection      |
| "Twice"                                                                                 | 2018 | —                      | —                      | 35                     | —                      | —                      | —                      | —                      | —                      | Liberation                             |
| "Intro (La Luz)"                                                                        | 2022 | —                      | —                      | —                      | —                      | —                      | —                      | —                      | —                      | Aguilera                               |
| "This Christmas"                                                                        | 2023 | —                      | —                      | —                      | —                      | —                      | —                      | —                      | —                      | My Kind of Christmas                   |
| "—" značí, že se nahrávka neumístila v hitparádách nebo v tomto území ani nebyla vydána |      |                        |                        |                        |                        |                        |                        |                        |                        |                                        |

## Další umístěné písně
| "Have Yourself a Merry Little Christmas"                                                | 2000 | —  | 18 | —  | —  | —  | —  | —  | 84 | 95 | — | My Kind of Christmas  |
| "I Will Be"                                                                             | 2002 | —  | —  | —  | —  | —  | —  | 74 | —  | —  | — | —                     |
| "Walk Away"                                                                             | 2002 | —  | —  | —  | —  | —  | 35 | —  | —  | —  | — | Stripped              |
| "Without You"                                                                           | 2006 | —  | —  | —  | 35 | —  | —  | —  | —  | —  | — | Back to Basics        |
| "Bionic"                                                                                | 2010 | 66 | —  | —  | —  | —  | —  | 23 | —  | —  | — | Bionic                |
| "Glam"                                                                                  | 2010 | —  | —  | —  | —  | —  | —  | 2  | —  | —  | — | Bionic                |
| "Castle Walls" (T.I. feat. Christina Aguilera)                                          | 2010 | —  | —  | —  | —  | 99 | —  | 6  | —  | —  | — | No Mercy              |
| "Baby, It's Cold Outside" (CeeLo Green feat. Christina Aguilera)                        | 2012 | —  | 5  | —  | —  | 92 | —  | —  | —  | —  | — | Cee Lo's Magic Moment |
| "Ya Llegué"                                                                             | 2022 | —  | —  | 7  | —  | —  | —  | —  | —  | —  | — | Aguilera              |
| "La Reina"                                                                              | 2022 | —  | —  | 9  | —  | —  | —  | —  | —  | —  | — | Aguilera              |
| "Cuando Me Dé la Gana" (s Christian Nodal)                                              | 2022 | —  | —  | 21 | —  | —  | —  | —  | —  | —  | — | Aguilera              |
| "Did Somebody Say HipOpera" (s Latto)                                                   | 2024 | —  | —  | —  | —  | —  | —  | —  | —  | —  | — | —                     |
| "—" značí, že se nahrávka neumístila v hitparádách nebo v tomto území ani nebyla vydána |      |    |    |    |    |    |    |    |    |    |   |                       |